# Габба, Эмилио
Эмилио Габба (итал. Emilio Gabba; 31 марта 1927, Павия, Италия — 12 августа 2013, Павия, Италия) — итальянский историк, специалист по истории древнеримской цивилизации. Известен своими работами по источниковедению, истории политико-правовой системы и военного дела Древнего Рима.

## Биография
Окончил Павийский университет, где его научным руководителем был известный историк Плинио Фраккаро. После окончания университета работал в Итальянском институте исторических исследований в Неаполе. С 1958 года был профессором греческой и римской истории в университете Пизы, с 1974 года — в Павии. В 1996 году стал почётным профессором родного университета.
Действительный член ряда научных обществ — Американской академии в Риме (с 1955 года), Туринской академии наук (с 1988 года), Национальной академии деи Линчеи (член-корреспондент с 1988 года, действительный член с 1992 года), Академии надписей и изящной словесности (с 1999 года), Британской академии, Американской академии наук и искусств (с 2004 года).

## Научная деятельность
Первая крупная работа — глубокое исследование «Гражданских войн» (часть «Римской истории») Аппиана Александрийского, одного из основных источников по истории Древнего Рима с середины II до середины I веков до н. э. Габба поддержал версию, что важнейшим источником для труда Аппиана служил Гай Азиний Поллион, однако для обоснования своей позиции прибег к новым аргументам. Габба выявил в тексте Аппиана значительные заимствованные фрагменты, отражающие специфические субъективные воззрения изначального автора источника. Автором этих фрагментов должен был быть человек республиканских взглядов, почитавший Гая Юлия Цезаря, близкий Марку Антонию, не доверявший Октавиану Августу и сочувствовавший скорее Италии, чем Риму. Анализ Габбы позволил сделать вывод о том, что от книги к книги (всего в «Гражданских войнах» пять книг) Аппиан всё больше использует труд своего латинского предшественника, вплоть до почти дословного перевода с латинского оригинала. Свидетельства других древних авторов об Азинии Поллионе сделали его наиболее вероятным автором источника Аппиана. Впрочем, итальянский историк не отрицал использования и других источников, если они помогали лучше достичь основных целей Аппиана. Вторым по степени использованности источников были два неизвестных сочинения, близкие по взглядам Титу Ливию (I, 54—115) и Гаю Саллюстию Криспу (конец книги I — начало книги II). Были в работе Аппиана и другие заимствования. Впрочем, Габба не стал низводить вклад Аппиана до уровня компиляции. Итальянский историк указывал, что Аппиан неотступно следовал своей исторической концепции — показать процесс перехода от эпохи «согласия» к «монархии» и «порядку» эпохи Антонинов. Наконец, постоянное обращение к несохранившемуся первоисточнику — Азинию Поллиону — позволило Габбе сделать ряд ценных выводов о характере этого сочинения. В частности, Габба отметил талант историка у Азиния Поллиона, который сумел отойти от популярного в его время морализаторства и начать поиск социально-экономических и политических причин кризиса Республики. Впрочем, рецензенты отмечали и отдельные незначительные недостатки работы итальянского историка: недостаточная убедительность «проиталийского» характера описания деятельности Гракхов (одна из главных отправных точек рассуждений Габбы), а также приписывание Азинию Поллиону описания событий с середины II века до н. э., хотя Гораций утверждает, что этот историк начал изложение от «консульства Метелла» — по всеобщему признанию, это 60 год до н. э. Впоследствии Габба выпустил переводы текста «Гражданских войн» Аппиана со своими комментариями и введением для книг I (1958 год) и V (1970 год), а также участвовал в издании перевода всех пяти книг «Гражданских войн» (2001 год). В дальнейшем в сферу интересов Эмилио Габбы входили прежде всего темы, нашедшие отражение в «Гражданских войнах» Аппиана.
В 1973 году Габба выпустил сборник своих статей «Армия и общество в Поздней Римской республике», через три года переведённый с итальянского на английский язык под названием «Республиканский Рим, армия и союзники» (англ. Republican Rome: The Army and the Allies). Статьи для сборника изначально публиковались между 1949 и 1968 годами, но перед изданием отдельным сборником автор дополнил их сведениями из последних исследований. В первой из статей сборника итальянский историк пришёл к выводу о том, что значение известной военной реформы Гая Мария 107 года до н. э. несколько преувеличено, поскольку она была лишь заключительным элементом длительного процесса профессионализации римской армии. Затем Габба рассматривает развитие римской армии до правления Октавиана Августа, доказывая, что армия играла роль социального лифта для италиков. В статье, посвящённой причинам Союзнической войны, Габба высказывает мнение о том, что наибольшую заинтересованность в распространении полноценного римского гражданства на всю Италию выражала италийская муниципальная элита, а не простые италики. Эта статья, в отличие от остальных частей сборника, удостоилась сдержанной оценки из-за противоречий между выводами итальянского историка и других исследователей.
В 1974 году был выпущен другой сборник статей, касающийся вопросов военной истории — «К истории римского военного дела в императорскую эпоху». В первых двух статьях итальянский историк последовательно рассматривал изменения в вооружениях и тактике римской армии в императорскую эпоху не как спонтанную череду заимствований и постоепенную варваризацию легионов, а как отражение политических и экономических изменений в Римской империи. В последней, третьей, статье Габба высказывается против гипотезы о христианах в римской армии IV века н. э. По мнению историка, поскольку большая часть легионеров в это время набиралась в преимущественно языческих провинциях вдоль Дуная и Рейна, численность христиан была незначительной.
В 1991 году Эмилио Габба опубликовал на английском языке работу «Дионисий и история архаического Рима» (англ. Dionysius and The History of Archaic Rome), в которой он предпринял попытку пересмотреть устоявшийся взгляд на Дионисия как на неоригинального имитатора Посидония — следствие влияния Эдуарда Шварца. По мнению Габбы, Дионисий попытался не только показать греческой читающей аудитории процесс возвышения Римского государства, но и утвердить версию об исконно греческом происхождении самого города Рима, его законов и традиций.
Кроме того, Габба написал несколько разделов для Кембриджской истории древнего мира: главу «Рим и Италия во втором веке до н. э.» к тому VIII и «Рим и Италия: Союзническая война» к тому IX.

## Основные работы
- Appiano e la storia delle guerre civili. — Firenze: La Nuova Italia, 1956.
- Appiani bellorum civilium liber primus, introduzione, traduzione e commento di E. Gabba. — Firenze: La Nuova Italia, 1958.
- Iscrizioni greche e latine per lo studio della Bibbia. — Torino: Marietti, 1958.
- Appianus. Bellorum Civilium liber quintus. — Firenze: la Nuova Italia, 1970.
- Esercito e società nella tarda repubblica romana. — Firenze: La Nuova Italia, 1973.
на английском языке: Republican Rome: The Army and the Allies. — Oxford: Oxford University Press, 1976.
- Per la storia dell'esercito romano in età imperiale. — Bologna: Patron, 1974.
- Strutture agrarie e allevamento transumante nell'Italia romana (con M. Pasquinucci). — Pisa: Giardini, 1979.
- Le basi documentarie della storia antica (con M. Crawford). — Bologna: il Mulino, 1984.
- Del buon uso della ricchezza: saggi di storia economica e sociale del mondo antico. — Milano: Guerini e Associati, 1988.
- Dyonisius and the history of archaic Rome. — Berkeley: University of California Press, 1991.
- Storia di Roma. Vol.2. L'impero mediterraneo (a cura di G. Clemente, F. Coarelli, E. Gabba). — Torino: Einaudi, 1991.
- Aspetti culturali dell'imperialismo romano. — Firenze: Sansoni, 1993.
- Italia romana. — Como: New Press, 1994.
- Cultura classica e storiografia moderna. — Bologna: il Mulino, 1995.
- Dionigi e la storia di Roma arcaica. — Bari: Edipuglia, 1996.
- Introduzione alla storia di Roma (con D. Foraboschi; D. Mantovani; E. Lo Cascio; L. Troiani). — Milano: LED, 1999.
- Roma arcaica. Storia e storiografia. — Roma: Edizioni di Storia e Letteratura, 2000.
- Appianus: la storia romana. Libri 13-17. Le guerre civili. (con D. Magnino). — Torino: UTET, 2001.
- Storia e letteratura antica. — Bologna: il Mulino, 2001.
- Gli statuti municipali (con L. Capogrossi Colognesi). — Bologna: IUSS-il Mulino, 2006.
- Riflessioni storiografiche sul mondo antico. — Como: New Press, 2007.
- Conversazione sulla storia, a cura di Umberto Laffi. — Pisa-Cagliari: Della Porta Editori, 2009.